# رشته‌کوه دژاگدی
رشته‌کوه دژاگدی (به لاتین: Dzhagdy Range) یک رشته‌کوه در روسیه است که در استان آمور واقع شده‌است. رشته‌کوه دژاگدی ۱٬۶۰۴ متر بالاتر از سطح دریا واقع شده‌است.